# Ludwig Zinkeisen
Konrad Ludwig Dietrich Zinkeisen (* 3. Juni 1779 in Hannover; † 28. November 1838 in Braunschweig) war ein deutscher Geiger, Violinpädagoge und Komponist.

## Leben
Ludwig Zinkeisen wurde 1779 in Hannover geboren. Ersten Violinunterricht bekam er von seinem Vater. Ab seinem 15. Lebensjahr erhielt er über sieben Jahre Musikunterricht bei dem Stadtmusikus Rode in Wolfenbüttel. Von 1801 bis 1803 war Zinkeisen Militärmusiker bei einem hannoverschen Infanterieregiment in Lüneburg. Er ging 1803 nach Göttingen, wo er als Musiklehrer und erster Violinist der Akademischen Konzerte unter Musikdirektor Johann Nikolaus Forkel tätig war. Bei Forkel erhielt er musiktheoretischen Unterricht. Im Jahr 1819 folgte Zinkeisen einem Ruf als Kammermusiker an den herzoglichen Hof in Braunschweig. Er übte diese Tätigkeit bis zu seinem Tod aus.
Zinkeisen starb im November 1838 in Braunschweig, wo er zuletzt in der Fallersleberstraße wohnte. Er hinterließ seine Ehefrau und zwei Söhne, die ebenfalls Musiker wurden.

## Werke (Auswahl)
Zinkeisen komponierte eine Vielzahl von Instrumentalwerken, darunter Streichquartette und Violinkonzerte, die überwiegend unveröffentlicht geblieben sind. Im Druck sind unter anderem folgende Werke erschienen:
- Air varié p. Violon, av. acc. d. Quatuor., Schott-Verlag, Mainz.
- Pot-Pourri p. Clarinette avec acc. d’Orchestre, Verlag André, Offenbach.
- Andante varié p. Violon, av. acc. d. Quatuor, Böhme, Hamburg.
- Variation über das braunschweigische Mummelied, Verlag Spehr, Braunschweig.